# Zamenhof-nap
A Zamenhof-nap (eszperantóul: Zamenhofa Tago), más néven Zamenhof-tago, december 15-én tartott ünnep, amit Zamenhof születése évfordulóján az eszperantó nyelv atyja tiszteletére tartanak. Ez az eszperantó kultúra legelterjedtebb ünnepnapja.
Ez egyben az Eszperantó könyv és az Eszperantó kultúra napja is.

## A tradíció eredete
A hagyomány az 1920-as évekre nyúlik vissza, amikor különféle értelmiségiek és aktivisták (köztük Baghy Gyula és Nyikolaj Nekrassov) javaslatára december 15-ét eszperantó ünnepnek nyilvánították.

## 2009. december 15.
2009. december 15.-én 150 év telt el Zamenhof születésétől, amelyet számos ünnepi esemény követett. Ezen a napon a białystoki városi tanács új Zamenhof Központot avatott, New Yorkban szimpóziumot tartottak Zamenhof tiszteletére Arika Okrent, Humphrey Tonkin és más professzorok előadásával. A Google keresője aznap az eszperantó zászlóval díszítette logóját az alkalom tiszteletére (Google Doodle), amelynek következtében körülbelül 2 millió ember kattintott az oldalra, és elolvasott egy wikipédia-cikket Zamenhofról vagy az eszperantóról.

## Zamenhof-napok

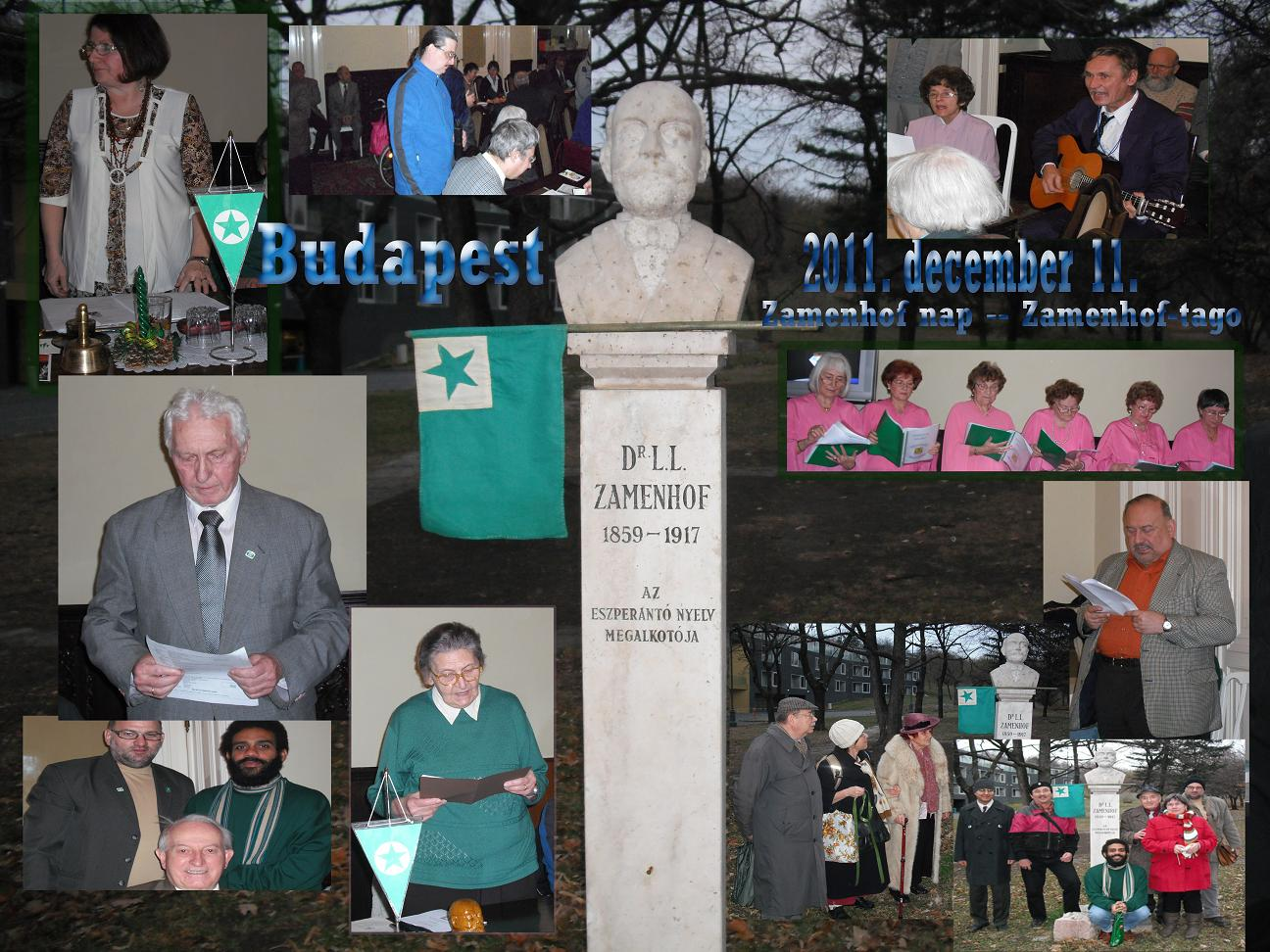
Zamenhof-nap 2011 Budapest - Magyarországi Eszperantó Szövetség
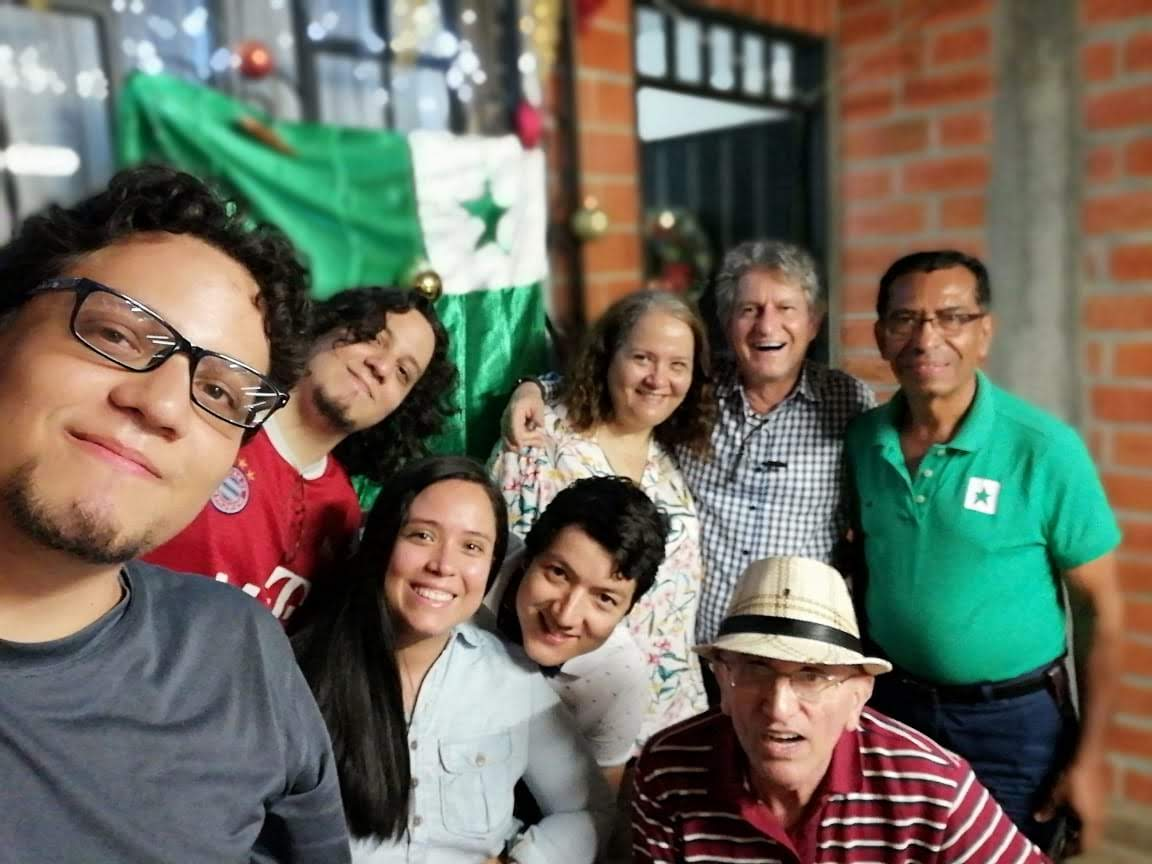
Zamenhof-nap Kolumbia, Kali - 2018
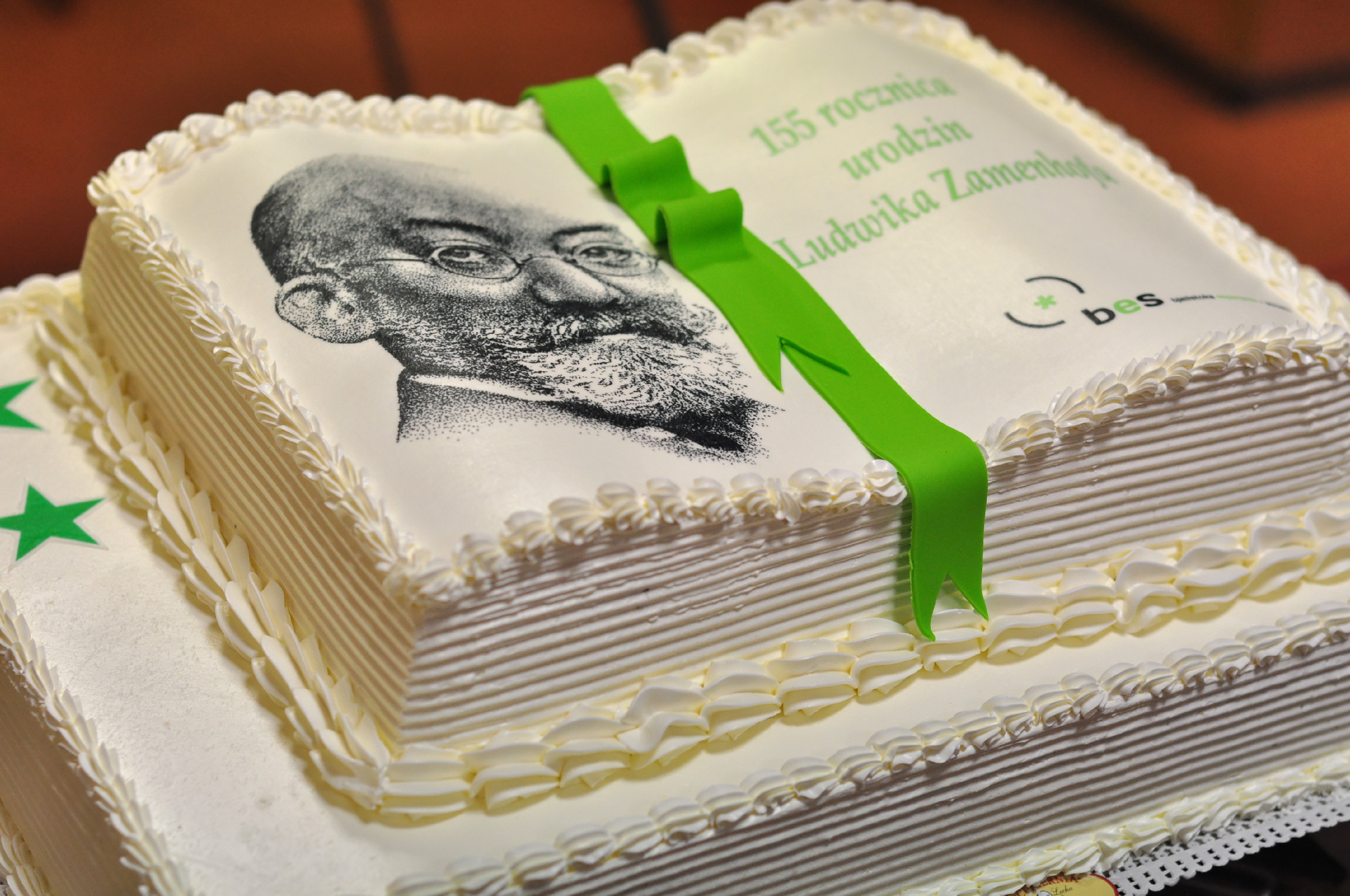
Zamenhof-nap Lengyelország, Białystok - 2014
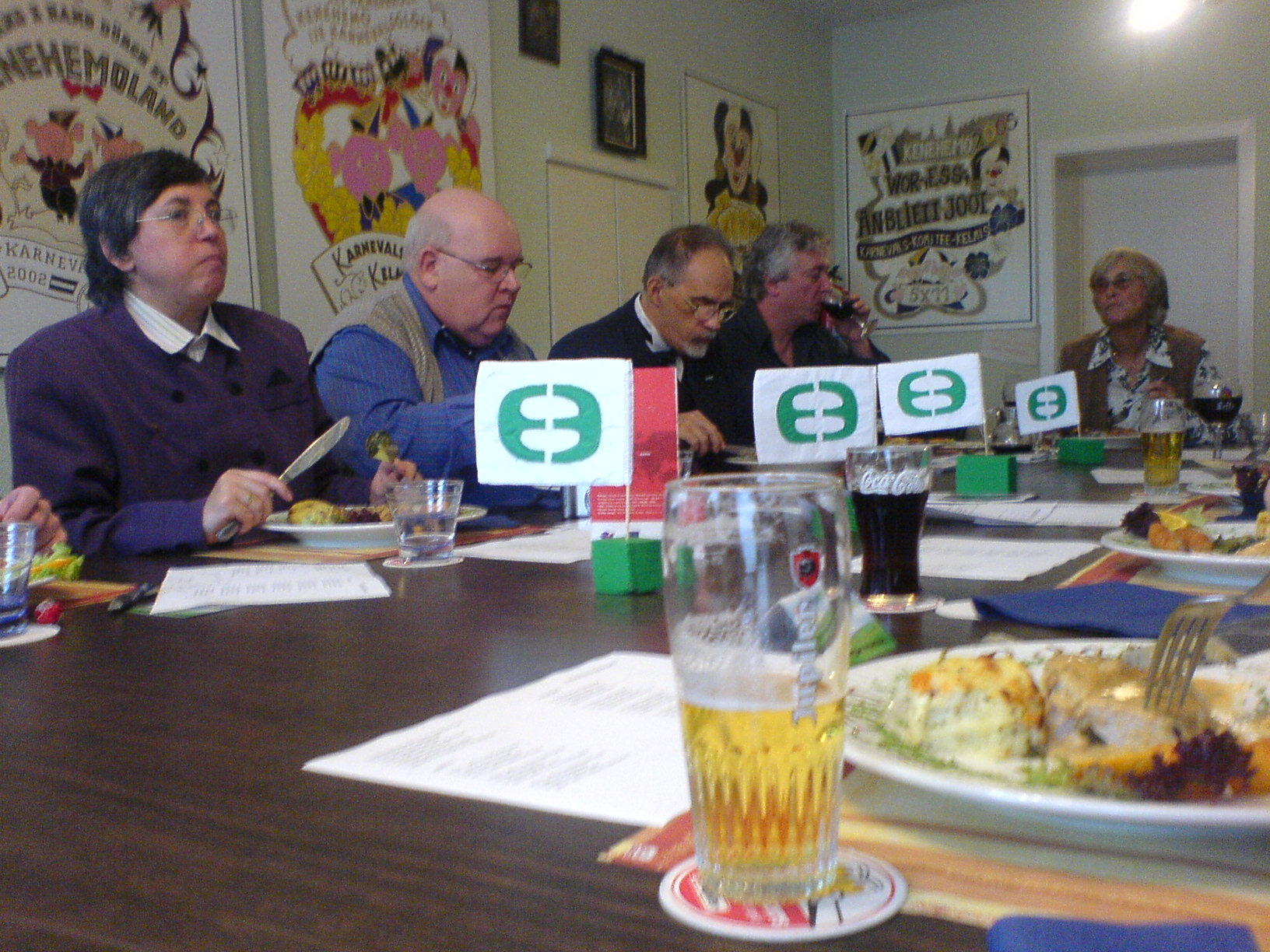
Zamenhof-nap Belgium, Kelmis - 2008
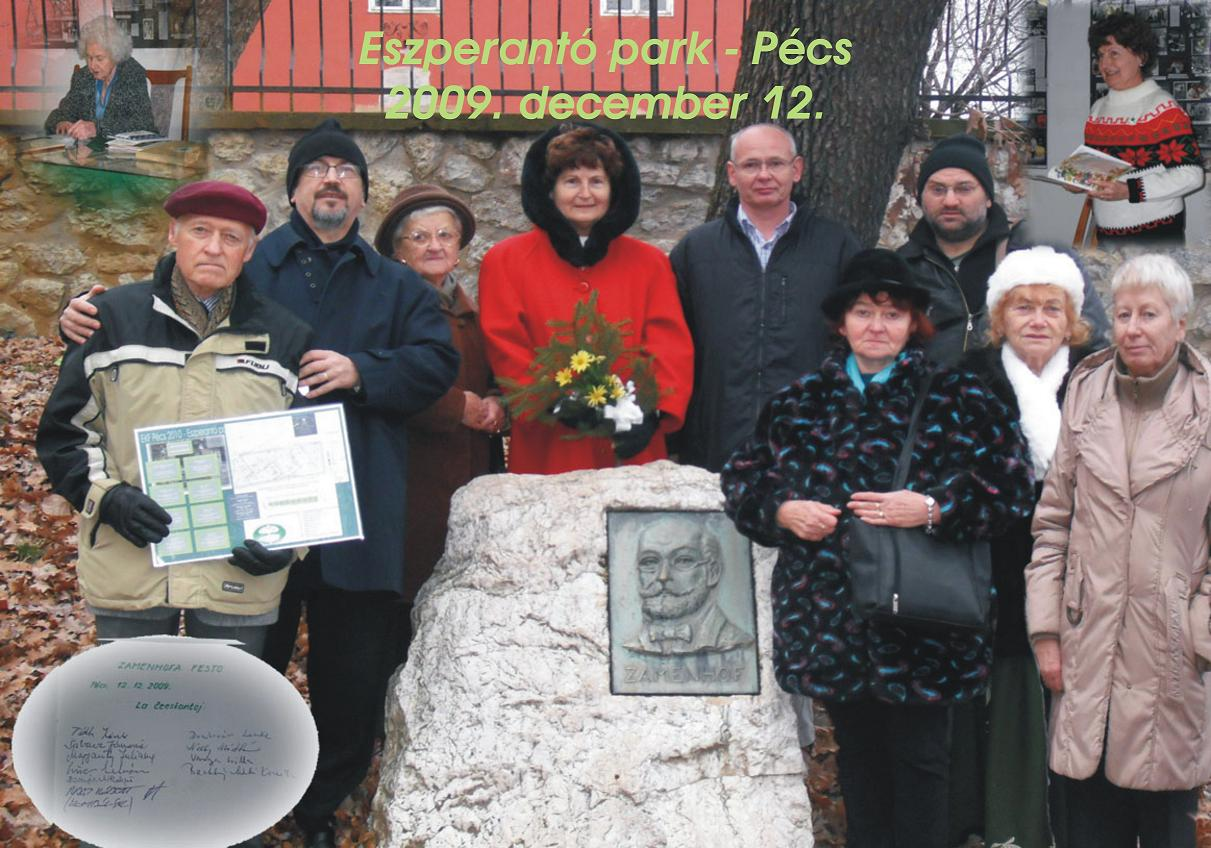
Zamenhof-nap Magyarország, Pécs - Eszperantó Park - 2009

## Fordítás
- Ez a szócikk részben vagy egészben  a   Zamenhofa Tago című eszperantó Wikipédia-szócikk ezen változatának fordításán alapul.  Az eredeti cikk szerkesztőit annak laptörténete sorolja fel. Ez a jelzés csupán a megfogalmazás eredetét és a szerzői jogokat jelzi, nem szolgál a cikkben szereplő információk forrásmegjelöléseként.